# Річард Бінзель
Річард П. Бінзель (англ. Richard "Rick" P. Binzel; нар. 1958) — американський астроном і професор планетарних наук Массачусетського технологічного інституту. Відомий своїми роботами з фотометрії й спектрометрії астероїдів. Першовідкривач трьох астероїдів. Винахідник Туринської шкали, — методу класифікації небезпеки зіткнення Землі з астероїдами та кометами.

## Наукова робота
Бінзель був членом «Комітету визначення планет», який розробив пропозицію визначення планети до зустрічі Міжнародного астрономічного союзу в Празі у 2006 році. Їхня пропозиція була переглянута під час зустрічі, і це призвело до переводу Плутона в розряд карликових планет. Втім сам Бінзель має думку, що суперечать цьому колективному рішенню, оскільки він хотів би, щоб Плутон все ж мав статус планети.
Також Бінзель є співзасновником космічної місії OSIRIS-REx до астероїда Бенну.
Бінзель є редактором книг «Сімдесят п'ять років родин астероїдів Хіраями: роль зіткнень в історії Сонячної системи» і «Астероїди II». Він є генеральним редактором серії книг з космічних наук Університету Аризони.

## Особисте життя і благодійність
У вільний час Річард разом із своєю сім'єю займаються розведенням собак-поводирів для благодійної організації Guiding Eyes for the Blind. Також він часто є лідером Асоціації випускників Массачусетського технологічного інституту.

## Відкриті малі тіла
Список малих тіл Сонячної системи, відкритих Річардом Бінзелем:
- 11868 Кляйнріхерт - 2 жовтня 1989 року
- 13014 Хаслахер - 17 листопада 1987 року
- 29196 Діус - 19 грудня 1990 року

## Відзнаки й нагороди
- Премія Юрі Американського астрономічного товариства (1991)
- Факультетська стипендія МакВікар за відмінне викладання в Массачусетському технологічному інституті (1994)[5]
- Астероїд головного поясу 2873 Бінзель, відкритий Едвардом Боуелом на станції Андерсон-Меса, був названий на його честь.